# Mercado de Trajano
El Mercado de Trajano (en latín: Mercatus Traiani) es actualmente un gran complejo de ruinas situado en la ciudad de Roma, en la Vía del Foro Imperial (Via dei Fori Imperiali). Parte de los restos del mercado albergan un museo.
Originalmente concebida como una gran área comercial de planta semicircular, se construyó en paralelo al Foro de Trajano a principios del siglo II, con el fin de consolidar el enorme desmonte efectuado en el Monte Quirinal para dar cabida a este último foro.
Este mercado está considerado por muchos como el primer centro comercial cubierto del mundo.

## Historia

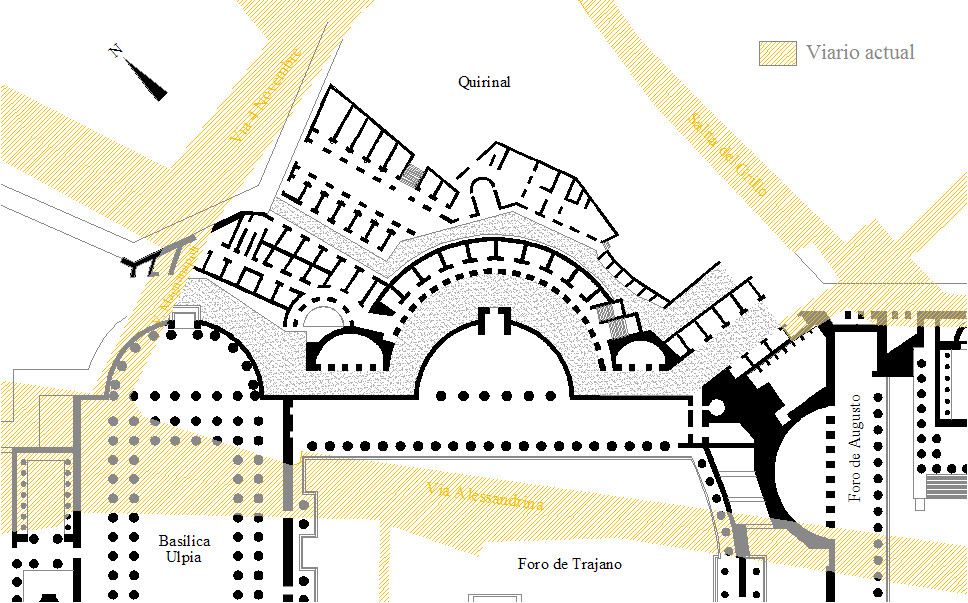
Planta del mercado y ubicación respecto a los foros y al viario actual de la ciudad.

Fue construido entre los años 107 y 110 por Apolodoro de Damasco, uno de los grandes arquitectos de Roma, que sirvió al emperador Trajano y posteriormente trabajaría al servicio de Adriano.
El mercado estaba constituido por seis niveles: los tres inferiores estaban destinados a tiendas (en latín: tabernae) que comerciaban con aceite, vino, pescados y mariscos, frutas y verduras, y otros alimentos. El conjunto llegó a tener 150 tiendas. Los niveles superiores del mercado albergaban oficinas y una biblioteca.
Durante la Edad Media el complejo sufrió grandes transformaciones, añadiéndosele diversos pisos y elementos defensivos, como la Torre de las Milicias (en italiano: Torre delle Milizie), erigida en el año 1200. Posteriormente se construyó un convento, aunque fue demolido a principios del siglo XX con la intención de recuperar el aspecto del Mercado de Trajano integrado en el conjunto histórico de la ciudad de Roma.

## Museo de los Foros Imperiales
Terminado en 2007 dentro del mercado existe un museo que tiene como objetivo ilustrar la arquitectura dentro del antiguo Foro Romano y su decoración escultórica. Aquí se presentan algunas decenas de reconstrucciones de edificios antiguos, construidos con fragmentos originales, moldes y adiciones modulares en piedra.

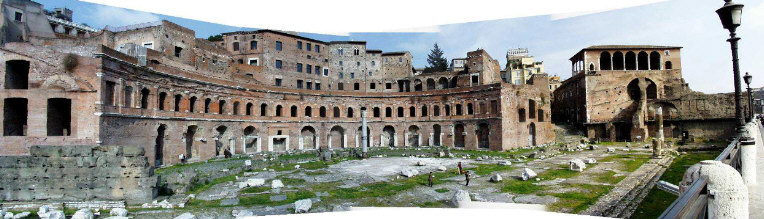
Imagen panorámica del Mercado de Trajano.
La venta de alimentos se realizaba en los tres niveles inferiores.